# Розенау (замок)
Замок Розенау (нем. Schloss Rosenau, буквально: «Край роз») — замок в Баварии. Замок находится посреди парка в городе Рёденталь в районе Кобург. Это место рождения принца Альберта Саксен-Кобург-Готского, впоследствии мужа британской королевы Виктории. Сегодня замок Розенау используется в качестве музея.
Замок впервые упоминается в летописях в 1439 году. Он стоит на берегу реки Иц. До 1704 года принадлежал дворянскому роду Розенау, а затем австрийскому барону Фердинанду Адаму фон Пернау.
После его смерти в 1731 году замок Розенау был продан герцогу Фридриху II, а затем стал летней резиденцией герцога  Эрнста I Саксен-Кобург-Готского. Последний, в период с 1806 по 1817 год, перестроил замок в неоготическом стиле по планам немецкого архитектора Карла Фридриха Шинкеля.
Супруга Эрнста I, герцогиня Луиза, была матерью герцога Эрнста II и принца Альберта, родившегося в 1819 году в замке Розенау и в 1840 году женившегося на британской королеве Виктории. Королевская чета частенько наведывалась в замок Розенау, который Виктория считала своим «настоящим домом».
Герцога Эрнста II  больше интересовал замок Калленберг, поэтому он отдал замок Розенау своему племяннику и преемнику Альфреду, второму сыну королевы Виктории. Его вдова Мария Александровна, дочь русского царя Александра II  и принцессы Максимилианы Вильгельмины Августы Софии Марии Гессенской и Прирейнской (впоследствии императрицы Марии Александровны), жила в замке до самой своей  смерти осенью 1920 года.
После присоединения Кобурга к Баварии в том же 1920 году замок перешел в собственность общины Унтервольсбах в Рёдентале, а до 1938 года сдавался в аренду дочери герцога Альфреда. С 1948 года он более двадцати лет использовался как дом престарелых, пока не стал музеем.